# 無線用語
無線用語（むせんようご）の記事では、各種無線通信業務において使われる用語について解説する。

## 概要
国際電気通信連合（ITU）では、国際電気通信連合憲章に規定する無線通信規則(RR:Radio Regulations)に対する勧告(Recommendation

)に海上業務用略符号、略語を規定している。
日本ではこれらを含め総務省令無線局運用規則（以下、「運用規則」と略す。）の別表に略符号、略語を規定している。
また、運用規則には告示された略符号

を、複数の無線局のコールサインを一括して表示する符号として告示された識別符号

を用いることも許容している。これらの略符号、略語や識別符号が基本的な無線用語といえる。
無線従事者は通信操作にあたり、運用規則第13条第1項において「無線電信による通信の業務用語には、別表第2号に定める略語又は符号を使用するものとする」、
運用規則第14条第1項において「無線電話による通信の業務用語には、別表第4号に定める略語を使用するものとする」とこれらの略符号等の使用が義務付けられている。
無線従事者国家試験においても、陸上無線技術士など一部を除き、法規の中でこれら別表にある略符号や略語の知識を問われる。
その他の用語についても、海上通信や航空通信においては運用規則第14条第5項には、「海上移動業務及び海上移動衛星業務の無線電話による国際通信においては、なるべく国際海事機関 (IMO)が定める標準海事航海用語

」を、第6項には、「航空移動業務及び航空移動衛星業務の無線電話による国際通信においては、なるべく国際民間航空機関 (ICAO)が定める略語及び符号

」を使用するものと規定している。これらの用語等も広い意味での無線用語である。特に航空交通管制では管制塔と航空機の交信は、航空英語と規定された用語のみを使った会話が求められる。
上記以外の用語についても運用規則第10条第2項に「無線通信に使用する用語は、できる限り簡潔でなければならない」と冗長な用語の使用は戒められている。
また、電波法第58条には「実験等無線局及びアマチュア無線局の行う通信には、暗語を使用してはならない」とある。この暗語とは通信の当事者のみしか理解できない用語のことである。すなわち、これ以外の種別の局では使用してかまわないということであり、派生語、俗語の中には略語が慣用語となったもの、他の業務に由来する用語などがある。

## 無線局運用規則
この節の引用部の読点、促音、拗音の表記は原文ママ。また、サイクル、kc、ミリバールは告示制定時の単位でヘルツ、kHz、ヘクトパスカルに相当する。

### 別表

#### 無線電信用
Q符号
別表第2号「無線電信通信の略符号」の「1 Q符号」による。
- Q符号を参照。

その他の略符号
別表第2号「無線電信通信の略符号」の「2 その他の略符号」による。
| 略符号 | 意義 |
| --- | --- |
| AA | ……の後全部（反復を請求するためには問符の次に使用する。）                                                 |
| AB | ……の前全部（反復を請求するためには問符の次に使用する。）                                                 |
| ADS | 名あて（反復を請求するためには問符の次に使用する。）                                                     |
| AR | 送信の終了符号                                                                                           |
| AS | 送信の待機を要求する符号                                                                                 |
| BK | 送信の中断を要求する符号                                                                                 |
| BN | ……と……との間全部（反復を請求するためには問符の次に使用する。）                                           |
| BQ | RQに対する答え                                                                                           |
| BT | 同一の伝送の異なる部分を分離する符号                                                                     |
| C※ | 肯定する（又はこの前の集合の意義は，肯定と解されたい。）。                                               |
| CFM | 確認してください（又はこちらは，確認します。）。                                                         |
| CL | こちらは，閉局します。                                                                                   |
| COL | 照合してください（又はこちらは，照合します。）。                                                         |
| CP | 特定の2局以上あて一般呼出し                                                                              |
| CQ | 各局あて一般呼出し                                                                                       |
| CS | 呼出符号（呼出符号を請求するために使用する。）                                                           |
| DDD | 遭難していない局が伝送する遭難通報であることを識別するために使用する。                                   |
| DE | ……から（呼出局の呼出符号又は他の識別表示に前置して使用する。）                                           |
| DF | ……時の貴局の方位は，当局の疑わしいセクタ内で，……度でしたが，……度の誤差があるかもしれません。             |
| DIST-RESS | 遭難 |
| DO | 方位は疑わしいから，後刻（又は……時に）再び測定を請求してください。                                       |
| E | 東（又は東経）                                                                                           |
| ETA | 到着見込時刻                                                                                             |
| HH | 欧文通信及び自動機通信の訂正符号                                                                         |
| K | 送信してください。                                                                                       |
| KA | 送信開始の符号                                                                                           |
| KST | 毎時……海里（ノット）                                                                                     |
| MIN | 分時 |
| MSG | 通報（海上移動業務においては，船舶の運航又は航行に関して船長の発受する電報を表示する前置符号）           |
| N | 北（又は北緯）                                                                                           |
| NIL | こちらは，そちらに送信するものがありません。                                                             |
| NO | 否定する（又は誤り）。                                                                                   |
| NW | 今 |
| NX※ | 航海者への通報（次に航海者への通報が続きます。）                                                         |
| OK | こちらは，同意します（又はよろしい。）。                                                                 |
| OL | 洋上無線書信                                                                                             |
| P | 無線私報を表示する前置符号                                                                               |
| PBL | 額表（反復を請求するためには問符の次に使用する。）                                                       |
| PSE※ | どうぞ                                                                                                   |
| R | 受信しました。                                                                                           |
| REF | ……に関して（又は……を参照してください。）                                                                 |
| RPT | 反復してください（又はこちらは，反復します。）（又は……を反復してください。）。                           |
| RQ | 請求の表示                                                                                               |
| S | 南（又は南緯）                                                                                           |
| SIG | 署名（反復を請求するためには問符の次に使用する。）                                                       |
| SLT | 海上無線書信                                                                                             |
| SOS | 遭難信号                                                                                                 |
| SVC | 局報を表示する前置符号                                                                                   |
| SYS | 貴局報を参照してください。                                                                               |
| TFC | 通信（又は電報）                                                                                         |
| TR | 陸上局が移動局の位置及び次の寄航地を請求するために使用する。また，その答えを示す前置符号として使用する。 |
| TTT | この集合が3回送信されると安全信号となる。                                                                |
| TU | ありがとう。                                                                                             |
| TXT | 本文（反復を請求するためには問符の次に使用する。）                                                       |
| VA | 通信の完了符号                                                                                           |
| VVV | 調整符号                                                                                                 |
| W | 西（又は西経）                                                                                           |
| WA | ……の次の語（反復を請求するためには問符の次に使用する。）                                                 |
| WB | ……の前の語（反復を請求するためには問符の次に使用する。）                                                 |
| WD | 語又は集合                                                                                               |
| WX※ | 気象報（又は次に気象報が続きます。）                                                                     |
| XQ | 打合事項の伝送を表示するために使用する前置符号                                                           |
| XXX | この集合が3回送信されると緊急信号となる。                                                                |
| YYY | 衛生輸送体                                                                                               |
| YZ※ | 次に続く語は，普通語です。                                                                               |
| 注1 ※を付した略符号は，航空移動業務並びに航空、航空の準備及び航空の安全に関する情報を送信するための固定業務において使用してはならない。 注2 文字の上に線を付した略符号は，その全部を1符号として送信するモールス符号とする。 | |

| 略符号                                                                             | 意義 |
| ---------------------------------------------------------------------------------- | --- |
| コウ                                                                               | 電気通信業務の通信（電波法施行規則第37条第8号の通信を含む。）を表示する前置符号                                                                    |
| カエ                                                                               | 電気通信業務の通信（電波法施行規則第37条第8号の通信を含む。）とその他の通信との切替符号                                                            |
| キ                                                                                 | 貴局 |
| ト                                                                                 | 当局 |
| ツ                                                                                 | 通過番号 |
| ガク                                                                               | 額表 |
| チヤク                                                                             | 着信局名 |
| ルイ                                                                               | 種類 |
| ヤ                                                                                 | 字（語）数 |
| ハツ                                                                               | 発信局名 |
| タナ                                                                               | 発信番号 |
| トキ                                                                               | 受付時刻 |
| ウヘ                                                                               | 名あて |
| ウケナ                                                                             | 受信人名 |
| ホホ                                                                               | 指定 |
| ウウ                                                                               | 記事 |
| ホレ                                                                               | 本文 |
| オウブン                                                                           | 欧文通報 |
| ワブン                                                                             | 和文通報 |
| ラタ                                                                               | 和文通報の終了又は訂正 |
| ダツ                                                                               | 貴局通過番号……は，脱号です。 |
| センソウ                                                                           | 通過番号の順位にかかわらず特に先送する通報 |
| メ                                                                                 | ……字（語）目を送信してください。 |
| ヨワ                                                                               | ……と訂正してください。 |
| イヤ                                                                               | どこから送信しましようか。 |
| サラ                                                                               | 初めから更に送信してください。 |
| ス                                                                                 | ……以下少し送信してください。 |
| ケシ                                                                               | 取り消してください。 |
| カシラ                                                                             | 欧文通報の語数照合のため，名あて以下各語の頭字を送信してください。                                                                                 |
| ラスト                                                                             | 本文の終りの方を少し送信してください。 |
| コヌ                                                                               | 当局着信又は中継信ではありません。 |
| カミ                                                                               | 当局は受信用紙がありませんからこのまましばらく待つてください。                                                                                     |
| ヌケル                                                                             | 短点が脱落気味です。 |
| キエル                                                                             | 字号が消え気味です。 |
| ネバル                                                                             | 字号が密着気味です。 |
| EX                                                                                 | 機器の調整又は実験のため調整符号を発射するときに使用する。                                                                                         |
| OSO                                                                                | 非常符号 |
| EXZ                                                                                | 欧文の非常通報の前置符号 |
| MDC                                                                                | 医療符号 |
| HR                                                                                 | 通報を送信します（最初の通報を送信しようとするときに使用する。）。                                                                                 |
| AHR                                                                                | 通報を引き続いて送信します（2通以上の通報を連続して送信する場合において，1通の通報の終了に引き続いて次の通報を送信しようとするときに使用する。）。 |
| KEEP                                                                               | 機上に保留してください。 |
| 注 文字の上に線を付した略符号は，その全部を1符号として送信するモールス符号とする。 | |

#### 無線電話用
別表第4号「無線電話通信の略語」による。
| 略符号 | 意義又は左欄の略語に相当する無線電信通信の略符号 |
| --- | ------------------------------------------------ |
| 遭難，MAYDAY又はメーデー | SOS                                              |
| 緊急，PAN PAN又はパンパン | XXX                                              |
| 警報，SECURITE又はセキュリテ | TTT                                              |
| 衛生輸送体，MEDICAL又はメディカル | YYY                                              |
| 非常 | OSO                                              |
| 各局 | CQ 又はCP                                        |
| 医療 | MDC                                              |
| こちらは | DE                                               |
| どうぞ | K                                                |
| 了解又はOK | R又はRRR                                         |
| お待ち下さい | AS                                               |
| 反復 | RPT                                              |
| ただいま試験中 | EX                                               |
| 本日は晴天なり | VVV                                              |
| 訂正又はCORRECTION | HH                                               |
| 終り | AR                                               |
| さようなら | VA                                               |
| 誰かこちらを呼びましたか | QRZ?                                             |
| 明瞭度 | QRK                                              |
| 感度 | QSA                                              |
| そちらは……（周波数，周波数帯又は通信路）に変えてください | QSU                                              |
| こちらは……（周波数，周波数帯又は通信路）に変更します | QSW                                              |
| こちらは……（周波数，周波数帯又は通信路）を聴取します | QSX                                              |
| 通報が……（通数）通あります | QTC                                              |
| 通報はありません | QRU                                              |
| INTERCO※ | 次に国際通信書による符号の集合が続きます。       |
| 通信停止遭難，SEELONCE MAYDAY又はシーロンス メーデー | QRT SOS                                          |
| 通信停止遭難，SEELONCE DISTRESS又はシーロンス ディストレス | QRT DISTRESS                                     |
| 遭難通信終了，SEELONCE FEENEE又はシーロンス フィニィ | QUM                                              |
| 沈黙一部解除※，PRUDONCE※又はプルドンス※ | QUZ                                              |
| 注1 ※を付した略語は，航空移動業務並びに航空、航空の準備及び航空の安全に関する情報を送信するための固定業務において使用してはならない。 注2 国際通信においては，略語（MAYDAY, PAN PAN, SECURITE, SEELONCE MAYDAY, SEELONCE FEENEE, PRUDONCE, CORRECTION, INTERCO及びこれらに相当する略語を除く。）は，必要に応じこれに相当する外国語に代えるものとする。 |                                                  |

#### 沿革
昭和25年（1950年）
- 無線電信用略語には国内外の固定通信用として、別表第3号1に「Z略語」というZAL〜ZYS及び別表第3号2に「その他の略語」というCMG及び和文の略語があった。

昭和28年（1953年）
- 別表第2号5に「航空無線通信業務に使用する諸種の略語及び符号」、第2号6に「印字方式通信のみに使用する通信用略符号」として航空関係の無線電信用及びラジオテレタイプ用略語が追加された。
- 別表第4号「諸種の略語」が別表第4号1に「和文略語」とされ、別表第4号2に「航空無線通信業務に使用する欧文略語」として航空関係の無線電話用略語が追加された。

昭和30年（1955年）
- 別表第2号3及び別表第2号5の「略語及び符号」という表現が「略符号」とされ、一部追加および削除された。
- 別表第2号6が全面改正された。
- 別表第4号2に一部追加がされた。

昭和36年（1961年）
- 無線電信用
  - 「Z略語」、「その他の略語」が削除された。
    - 別途、告示[2]された。

  - 「諸種の略符号」、「国内通信にのみ使用する略符号」、「航空無線通信業務に使用する略符号」、「テレタイプライターによる通信のみ使用する略符号」が追加された。
- 無線電話用
  - 「航空無線通信業務に使用する欧文略語」が追加された。

昭和44年（1969年）
- 無線電信用
  - 「その他の略符号」にDISTRESSが追加された。
- 無線電話用
  - 別表第4号1「航空無線通信業務に使用する略符号」が別表第4号「航空移動業務又は航空固定業務にのみ使用する略符号」と改称され、別表第4号2の「航空無線通信業務に使用する欧文略語」として航空関係の無線電話用略語が削除された。
    - 告示[4]に移行した。

昭和50年（1975年）
- 「無線電話通信の略語」が次のように改正された。
  - 「緊急，PAN又はパン」が「緊急，PAN又はパン（航空移動業務に使用する場合に限る。） 緊急，PAN PAN又はパンパン」に変更
  - 「R」が「R又はRRR」に、「周波数」「周波数，周波数帯又は通信路」に変更
  - 「沈黙一部解除，PRUDONCE又はプルドンス」、「QUM」が追加

昭和59年（1984年）
- 「無線電話通信の略語」から「緊急，PAN又はパン（航空移動業務に使用する場合に限る。）」が削除された。

平成2年（1990年）
- 無線電信用
  - 「その他の略符号」に「YYY」、「衛生輸送体その他の略符号」が追加された。
- 無線電話用
  - 「無線電話通信の略語」に「衛生輸送体，MEDICAL又はメディカル」、「YYY」が追加された。

平成11年（1999年）
- 「無線電話通信の略語」の注が、「※を付した略語は，航空移動業務等において使用してはならない。」から「※を付した略語は，航空移動業務並びに航空、航空の準備及び航空の安全に関する情報を送信するための固定業務において使用してはならない。」に変更された。

### 告示

#### 固定業務用
告示にある固定業務用の略語を掲げる。
これは、固定局（陸上の移動しない無線局）同士の間で行われるモールス自動機による通信やラジオテレタイプの通信設定に用いられる。
| 略語 | 意義 |
| --- | --- |
| ZAC | そちらが聞いている周波数(又は周波数及び呼出符号)を知らせてください。……／……の2周波送信をしています。                                        |
| ZAL | そちらの波長を変えてください。 |
| ZAN | こちらへは，全く感度がありません。 |
| ZAP | 受信証を送ってください。 |
| ZAR | 自動中継にもどしてください。 |
| ZBN | 送信を中断して，新しいスリップをかけ替えてください。                                                                                       |
| ZBR | 回線を切ってください。調整しています。 |
| ZBS | そちらの符号は，はっきりしません。 |
| ZBY | 送信を中断して，1ヤード(メートル)前から再送してください。                                                                                  |
| ZCA | 回線は，ひどい故障になっています。……からの信号は，全部読めません。読める信号か，又は連絡できる周波数を送ってください。                     |
| ZCB | 回線不通。信号が聞こえません。聞こえる……を送ってください。                                                                                 |
| ZCC | 暗語を照合してください。 |
| ZCD | そちらの照合は，違っています。 |
| ZCF | そちらの中心周波数を測定してください。 |
| ZCI | 回線不通。……は動いていて，利用できるとのことです。最初に使用できる信号を送ってください。                                                   |
| ZCK | 電鍵の操作を調べてください。 |
| ZCL | 局の識別のため，呼出符号をはつきり送ってください(毎分24語をこえない速度の国際モールス符号又は音声で)。                                     |
| ZCO | そちらは，照合しておりません。 |
| ZCP | こちらの受信状態が悪いから，電力をできるだけ増加してください。                                                                             |
| ZCR | 集中機を使っています。警戒信号を出してください。                                                                                           |
| ZCS | 送信を中止してください。 |
| ZCT | 暗語を2回ずつ送信してください。 |
| ZCW | そちらは，……と直接通信中ですか。 |
| ZDC | こちらは，回線の障害を調べています。まもなく通知します。                                                                                   |
| ZDF／1―5 | そちらの周波数は，……(指示の度合い)漂動します。                                                                                             |
| ZDH | そちらの点は，あまりに重い(長い。)。もっと軽く(短かく)調整してください。                                                                   |
| ZDL | そちらの点は，あまりに軽い(短い。)。もっと重く(長く)調整してください。                                                                     |
| ZDM | そちらの点は，ぬけます。 |
| ZDT | これから，2周波送信にします。 |
| ZDV | そちらの点は，不規則ですから，直してください。                                                                                             |
| ZED／1―5 | 脱落は，……(指示の度合い)です。 |
| ZEF／1―5 | 密着は，……(指示の度合い)です。 |
| ZEG／1―5 | 変形は，……(指示の度合い)です。 |
| ZFA | 自動機が不良です。 |
| ZFB | はなはだしいフエージングがあります。 |
| ZFC | そちらのFSKの偏位を調べてください。 |
| ZFD／1―5 | そちらの符号のフエージングの深さは，……(指示の度合い)です。                                                                                 |
| ZFK | FSKにもどしてください。 |
| ZFO | そちらの符号は，消えました。 |
| ZFQ | そちらの符号の周波数偏位は，……サイクルです。                                                                                               |
| ZFR／1―5 | そちらの符号のフエージングの速さは，……(指示の度合い)です。                                                                                 |
| ZFS | 少しフエージングがあります。 |
| ZGF | ……の符号は，毎分……語までは良好です。 |
| ZGP | 先順位にしてください。 |
| ZGS | そちらの符号は，強くなってきます。 |
| ZGW | そちらの符号は，弱くなってきます。 |
| ZHA | そちらの自動機による受信状態は，どうですか。                                                                                               |
| ZHC | そちらの受信状態は，どうですか。 |
| ZHM | 送信機から輻射される高調波の受信機への入力は，……マイクロボルトです。                                                                       |
| ZHS | 自動機で毎分……語の速度で送信してください。                                                                                                 |
| ZHY | そちらは，……で入感しています。 |
| ZIM／1―5 | 工業妨害又は医事妨害から生ずる中断は，……(指示の度合い)です。                                                                               |
| ZIP | 電力を増加してください。 |
| ZIR | そちらの送信機は，強い不必要な輻射があります。                                                                                             |
| ZIS／1―5 | ……の空電妨害の強さは，……(指示の度合い)です。                                                                                               |
| ZJF／1―5 | そちらの周波数は，……(指示の度合い)飛びます。                                                                                               |
| ZKO | モールス・キーイングにもどしてください。                                                                                                   |
| ZKQ | 再開の用意ができたら知らせてください。 |
| ZKW | そちらの符号の電鍵操作は，……です(百分率で示す。)。                                                                                         |
| ZLB | しばらく送信を中断してください。 |
| ZLD | そちらの符号は，押え切りです。 |
| ZLL | 陸線操縦信号のゆがみは，操縦線ピックアップが原因のようです。                                                                               |
| ZLP | 低(最低)電力 |
| ZLS | こちらは，雷電のために受信を妨害されています。                                                                                             |
| ZMG | 磁気活動 |
| ZMO | ちよっと待っていてください。 |
| ZMP | さん孔のまちがいか，又はさん孔機が不良です。                                                                                               |
| ZMQ | ……まで待っていてください。 |
| ZMU | マルチパスの作用で，……信号の電鍵操作が重くなっています(なるべく記号電流の百分率で示す。)。                                                 |
| ZNB | こちらは，そちらの中断の要求がわからないから，2回ずつ送信します。                                                                          |
| ZNC | ……と通信していません。 |
| ZNG | 暗語を受信するには，状態が不良です。 |
| ZNI | 呼出符号(識別表示)が聞こえません。 |
| ZNN | 通信完了 |
| ZNO | 電波が出ていません。 |
| ZNR | 受信しません。 |
| ZNS | 新しいスリップをかけます。 |
| ZOA | こちらの送信機を調べました。符号は，よく出ています。                                                                                       |
| ZOD | こちらは，……を聞いています。それが，同程度か又はもっとよくなったときに，それに変更します。                                                 |
| ZOH | そちらには，どんな電報がありますか。 |
| ZOK | こちらは，よく受信しています。 |
| ZOL | 陸線に異状がありません。 |
| ZOR | 点だけを送信してください。 |
| ZPA | プリンターの「改行」がもれています。 |
| ZPC | プリンターの「復帰」がもれています。 |
| ZPE | 全部さん孔してください。 |
| ZPF | プリンター・モーターが，速い。 |
| ZPO | 普通語を反復しないで送信してください。 |
| ZPP | 普通語だけをさん孔してください。 |
| ZPR | 今かかっているところのスリップをかけ直してください。                                                                                       |
| ZPS | プリンター・モーターが，おそい。 |
| ZPT | 普通語を2回ずつ送信してください。 |
| ZRA | 自動機のスリップが裏返しです。 |
| ZRB | そちらの中継符号が不良です。そちらの受信符号を調整してください。                                                                           |
| ZRC | そちらは，暗語を受信することができますか。                                                                                                 |
| ZRK | 電鍵操作が逆です。 |
| ZRL | 今かかつているスリップの前のスリップをかけ直してください。                                                                                 |
| ZRM | ……から，変調を除いてください。 |
| ZRN | 音調が，あらい。 |
| ZRO | そちらは，よく受信していますか。 |
| ZRR | 点を送信してください。 |
| ZRS | 電報……号(又は電報……号を含むスリップ)をかけ直してください(故障の種類を示す符号，たとえば，ZEG／1―5，ZPA，ZPC等を次に付けることができる。)。 |
| ZRT | 通信を再開してください。 |
| ZRY | テスト・スリップをかけてください。 |
| ZSF | もっと速く送信してください。 |
| ZSH | こちらには，はなはだしい空電があります。                                                                                                   |
| ZSI | ……の符号の強さ(受信機への入力マイクロボルト)を知らせてください。                                                                           |
| ZSM | 受信機への入力は，……マイクロボルトです。                                                                                                   |
| ZSN | ……(呼出符号及び周波数(kc))を測定し，シンポ略語で知らせてください。                                                                         |
| ZSO | スリップを1回だけかけて，送信してください。                                                                                                |
| ZSR | そちらの符号は，強くてよく読めます。 |
| ZSS | もっとおそく送信してください。 |
| ZST | スリップを2回かけて，送信してください。 |
| ZSU | そちらの符号は，読めません。 |
| ZSV | そちらの速度は，変化します。 |
| ZTA | 自動機で送信してください。 |
| ZTH | 手送してください。 |
| ZTI | そちらの発射は，一時中断しました。 |
| ZUA | こちらの状態は，現波受信又は自動機受信には適しません。                                                                                     |
| ZUB | そちらを中断させることができませんでした。                                                                                                 |
| ZUC | 今は，できません。……時からそうします。 |
| ZVB | バイアスが，変化します。 |
| ZVF | 信号の周波数が，変化します。 |
| ZVP | Vの連続を送信してください。 |
| ZVS | 信号の強度が，変化します。 |
| ZWC | こちらには，ワイパー又はクリックがあります。                                                                                               |
| ZWO | 各語を反復しないで送信してください。 |
| ZWR | そちらの符号は，弱いが読めます。 |
| ZWS／1―5 | 周波数が，……(指示の度合い)上下に変動します。                                                                                               |
| ZWT | 各語を2回ずつ送信してください。 |
| ZXA | 速度……で受信するために調整しています(又は調整してください。)。                                                                             |
| ZXC | 写真電報は，……条件つきで，受け付けています。あとで通知します。                                                                             |
| ZXD | 線を送ってください。 |
| ZXF | そちらの浮動は，速い。 |
| ZXH | そちらの限度は，高い。……サイクルに減らしてください。                                                                                       |
| ZXJ | そちらは，位相がはずれています。 |
| ZXK | そちらの同期送信は，正確ですか。 |
| ZXL | そちらの限度は，低い。……サイクルに増してください。                                                                                         |
| ZXO | 最後の分は，……のためにはっきり出ない。 |
| ZXP | 写真電報を送ってください。 |
| ZXS | そちらの浮動は，おそい。 |
| ZXV | そちらの変調は，変化します。 |
| ZYA | すべての通信路の伝送をやめてください。調整のためにA通信路でAの連続を送ってください。                                                       |
| ZYC | そちらの7単位回路で誤字を蓄積していることによる自動正誤の繰返し                                                                            |
| ZYK | ……通信路のそちらの電鍵操作は，変化します。調べてください。                                                                                 |
| ZYM | 単一プリンターから多重へ切り替えてください。                                                                                               |
| ZYN | バイアスを中性にしてください。 |
| ZYP | 多重から単一プリンターへ切り替えてください。                                                                                               |
| ZYR | 多重通信に……をかけてください。 |
| ZYS | そちらの送信の速度は，いくらですか。 |
| ZYT | そちらのサイラトロンを調べてください。 |
| ZYX | 多重……通信路にもどしてください。 |
| 注 略語に続く「1―5」の数字は，それぞれ次の意義を有し，この数字を付した略語を使用する場合は，その意義に相当する数字を当該略語に付して送信するものとする。 1 非常に少ない。 2 少ない。 3 中位 4 はげしい。 5 非常にはげしい。 | |

参考 Z略語は、英国のケーブル・アンド・ワイヤレスが制定したものが基礎となっている。有線・無線通信の初期から商用通信で用いられたが、他の通信手段の発達により20世紀末には廃れてしまった。
これとは別に北大西洋条約機構(NATO)では、同様の構成であるが軍用通信に特化したZ code

を制定しており、21世紀になっても使用されている。
Z略語とZ codeとの間には、一部に重複があり異なる意義付けがされているので注意を要する。
| 略語     | 意義                                                                         |
| -------- | ---------------------------------------------------------------------------- |
| CMG      | 引き続いて送信する電報があるから，このまましばらく待ってください。           |
| インキ   | インキがなくなりましたから，しばらく待ってください。                         |
| タイプ   | タイプライターを取り替え又は調整しますから，しばらく待ってください。         |
| リボン   | タイプライターのリボンを取り替え又は調整しますから，しばらく待ってください。 |
| テイデン | 停電ですから，しばらく待ってください。                                       |
| トラ     | 自動送信機                                                                   |
| レシバ   | 自動受信機                                                                   |
| ガリ     | そちらのさん孔紙は，送信機の正当な位置にかかっていません。                   |
| バケ     | そちらのさん孔紙に変化が多いから，調べてください。                           |
| ウラ     | そちらのさん孔紙は，裏返しです。                                             |
| カイサン | 改さんしてください。                                                         |
| キレタ   | こちらの送信中のさん孔紙が切れました。                                       |
| テスト   | テストを開始してください。                                                   |
| タイム   | 当局の割当時間がきました。                                                   |

#### 漁船に対する周知事項の通報用
告示にある漁業通信用の略語を掲げる。
これはモールス通信に用いられるものである。
1.構成
| 順序 | 発見日時 | 発見日時 | 発見日時 | 発見位置         | 発見位置 | 発見位置 | 透明度 | 水温  | 水温  | 水温     | 水温   | 漁群 | 漁群     | 漁群 | 漁群 |
| ---- | -------- | -------- | -------- | ---------------- | -------- | -------- | ------ | ----- | ----- | -------- | ------ | ---- | -------- | ---- | ---- |
|      | 日       | 時       | 分       | 天測又は推測の別 | 北緯     | 東経     |        | 表面  | 十米  | 二十五米 | 五十米 | 魚種 | 廻遊状況 | 大小 | 餌付 |
| 字数 | ○        | ○        | ○        | ○                | ○○       | ○○       | ○○     | ヒ○○○ | フ○○○ | ミ○○○    | ヨ○○○  | ○    | ○        | ○    | ○    |

2.略符号
(い)発見日時
| 日     | 日       | 時     | 時       | 時     | 時      | 分     | 分   |
| 略符号 | 意義     | 略符号 | 意義     | 略符号 | 意義    | 略符号 | 意義 |
| ------ | -------- | ------ | -------- | ------ | ------- | ------ | ---- |
| オ     | 一昨日   | ア     | 午前1時  | ス     | 午後1時 | ヒ     | 10分 |
| サ     | 昨日     | イ     | 午前2時  | セ     | 午後2時 | フ     | 20分 |
| ケ     | 今日     | ウ     | 午前3時  | ソ     | 午後3時 | ミ     | 30分 |
|        |          | エ     | 午前4時  | タ     | 午後4時 | ヨ     | 40分 |
| オ     | 午前5時  | チ     | 午後5時  | イ     | 50分    |        |      |
| カ     | 午前6時  | ツ     | 午後6時  |        |         |        |      |
| キ     | 午前7時  | テ     | 午後7時  |        |         |        |      |
| ク     | 午前8時  | ト     | 午後8時  |        |         |        |      |
| ケ     | 午前9時  | ナ     | 午後9時  |        |         |        |      |
| コ     | 午前10時 | ニ     | 午後10時 |        |         |        |      |
| サ     | 午前11時 | ヌ     | 午後11時 |        |         |        |      |
| シ     | 午前12時 | レ     | 午後12時 |        |         |        |      |
|        |          | レ     | 零時     |        |         |        |      |

(ろ)発見位置
| 略 符 号 | 意義                  | 略 符 号 | 意義                  | 略 符 号 | 意義                  | 略 符 号 | 意義         | 略 符 号 | 意義         |
| -------- | --------------------- | -------- | --------------------- | -------- | --------------------- | -------- | ------------ | -------- | ------------ |
| テ       | 天測                  | ワ       | 北緯0度又は東経120度  |          |                       |          |              |          |              |
| ス       | 推測                  | ア       | 北緯1度又は東経121度  | ナ       | 北緯21度又は東経141度 | ア       | 1分又は2分   | タ       | 31分又は32分 |
|          |                       | イ       | 北緯2度又は東経122度  | ニ       | 北緯22度又は東経142度 | イ       | 3分又は4分   | チ       | 33分又は34分 |
| ウ       | 北緯3度又は東経123度  | ヌ       | 北緯23度又は東経143度 | ウ       | 5分又は6分            | ツ       | 35分又は36分 |          |              |
| エ       | 北緯4度又は東経124度  | ネ       | 北緯24度又は東経144度 | エ       | 7分又は8分            | テ       | 37分又は38分 |          |              |
| オ       | 北緯5度又は東経125度  | ノ       | 北緯25度又は東経145度 | オ       | 9分又は10分           | ト       | 39分又は40分 |          |              |
| カ       | 北緯6度又は東経126度  | ハ       | 北緯26度又は東経146度 | カ       | 11分又は12分          | ナ       | 41分又は42分 |          |              |
| キ       | 北緯7度又は東経127度  | ヒ       | 北緯27度又は東経147度 | キ       | 13分又は14分          | ニ       | 43分又は44分 |          |              |
| ク       | 北緯8度又は東経128度  | フ       | 北緯28度又は東経148度 | ク       | 15分又は16分          | ヌ       | 45分又は46分 |          |              |
| ケ       | 北緯9度又は東経129度  | ヘ       | 北緯29度又は東経149度 | ケ       | 17分又は18分          | ネ       | 47分又は48分 |          |              |
| コ       | 北緯10度又は東経130度 | ホ       | 北緯30度又は東経150度 | コ       | 19分又は20分          | ノ       | 49分又は50分 |          |              |
| サ       | 北緯11度又は東経131度 | マ       | 北緯31度又は東経151度 | サ       | 21分又は22分          | ハ       | 51分又は52分 |          |              |
| シ       | 北緯12度又は東経132度 | ミ       | 北緯32度又は東経152度 | シ       | 23分又は24分          | ヒ       | 53分又は54分 |          |              |
| ス       | 北緯13度又は東経133度 | ム       | 北緯33度又は東経153度 | ス       | 25分又は26分          | フ       | 55分又は56分 |          |              |
| セ       | 北緯14度又は東経134度 | メ       | 北緯34度又は東経154度 | セ       | 27分又は28分          | ヘ       | 57分又は58分 |          |              |
| ソ       | 北緯15度又は東経135度 | モ       | 北緯35度又は東経155度 | ソ       | 29分又は30分          | ホ       | 59分         |          |              |
| タ       | 北緯16度又は東経136度 | ラ       | 北緯36度又は東経156度 | レ       | 0分                   |          |              |          |              |
| チ       | 北緯17度又は東経137度 | リ       | 北緯37度又は東経157度 |          |                       |          |              |          |              |
| ツ       | 北緯18度又は東経138度 | ル       | 北緯38度又は東経158度 |          |                       |          |              |          |              |
| テ       | 北緯19度又は東経139度 | レ       | 北緯39度又は東経159度 |          |                       |          |              |          |              |
| ト       | 北緯20度又は東経140度 | ロ       | 北緯40度又は東経160度 |          |                       |          |              |          |              |
|          |                       | ヤ       | 北緯41度又は東経161度 |          |                       |          |              |          |              |
| ヰ       | 北緯42度又は東経162度 |          |                       |          |                       |          |              |          |              |
| ユ       | 北緯43度又は東経163度 |          |                       |          |                       |          |              |          |              |
| ヱ       | 北緯44度又は東経164度 |          |                       |          |                       |          |              |          |              |
| ヨ       | 北緯45度又は東経165度 |          |                       |          |                       |          |              |          |              |

(は)透明度
略符号を用いず測定値を示す数字を二けたで表わす。測定しなかつたときは、「ナシ」とする。
(に)水温
略符号を用いず測定値を示す数字を小数点以下一けたまで三けたで表わす。但し、表面水温以外の資料がないときはその部分を示す数字は省略する。
(ほ)魚群
| 略符号 | 意義                   |
| ------ | ---------------------- |
| カ     | かつお(魚種)           |
| ヒ     | びんちようまぐろ(魚種) |
| ミ     | 水持素群(廻遊状況)     |
| ト     | 鳥付(廻遊状況)         |
| サ     | さめ付(廻遊状況)       |
| ク     | くじら付(廻遊状況)     |
| キ     | 木付(廻遊状況)         |
| フ     | 船付(廻遊状況)         |
| エ     | 餌持群(廻遊状況)       |
| ハ     | ハネ(廻遊状況)         |
| 二     | 大群(大小)             |
| 五     | 中群(大小)             |
| 八     | 小群(大小)             |
| ヨ     | 良好(餌付)             |
| ワ     | 不良(餌付)             |

3.その他
前二項に該当しない事項を通報するときは、第一項の通報に引き続いて、普通の語辞を用いて送信する。

#### 航空用
告示にある航空用の無線電話略語を掲げる。
1.無線電話通信の略符号
(1) Q符号はQ符号#告示を参照。
(2) その他の略符号
| 略符号   | 意義 |
| -------- | --- |
| A        | こはく色（の） |
| A／A     | 空対空 |
| AAL      | 飛行場標高上 |
| ABM      | 真横に |
| ABN      | 飛行場燈台 |
| ABT      | 約 |
| ABV      | 数字を略体で示してください。（又は数字を略体で反復します。）                                                                                             |
| AC       | 高積雲 |
| ACC      | 航空交通管制部(又は航空交通管制区管制) |
| ACCID    | 航空事故に関する最初の通知 |
| ACCIDSUB | 航空事故に関するその後の通知 |
| ACFT     | 航空機 |
| ACP      | 受諾通報 |
| ACP      | 高度計規正点 |
| ACPT     | 受諾する（又は受諾された。） |
| ACT      | 活動中の（又は活動化された若しくは活動性） |
| AD       | 飛行場 |
| ADA      | 準管制区域 |
| ADDN     | 追加（又は追加の） |
| ADF      | 自動方向探知機 |
| ADIZ     | 防空識別圏 |
| ADJ      | 隣接の |
| ADR      | 準航空路 |
| ADZ      | 通過する。 |
| AFIL     | 飛行中に提出した飛行計画 |
| AFIS     | 飛行場における飛行情報業務 |
| AFT      | ……（時刻又は場所）後（又はあと） |
| AFTN     | 国際航空固定通信網 |
| A／G     | 空対地 |
| AGA      | 飛行場，航空路及び地上援助施設 |
| AGL      | 地上高 |
| AGN      | 再び |
| AIC      | 航空情報サーキュラー |
| AIP      | 航空情報刊行物 |
| AIRAC    | エアラツク方式によるノータム |
| AIRAP    | 航空機機上状況気象報（口頭形式） |
| AIS      | 航空情報業務 |
| ALA      | 着陸（着水）地域 |
| ALERFA   | 警戒の段階 |
| ALR      | 警急通報 |
| ALT      | 高度 |
| ALTN     | （代替の）飛行場 |
| AMD      | 修正する（又は修正された。） |
| AMS      | 航空移動業務 |
| AOC      | 飛行場障害物図 |
| AOC      | 管制受理通報 |
| AP       | 空港 |
| APCH     | 進入 |
| APP      | 進入管制所（又は進入管制） |
| APR      | 4月 |
| APRX     | おおよその（又はおおよそ） |
| ARFOR    | 空域予報気象通報式（国際気象通報式による。）の空域予報                                                                                                   |
| ARMET    | 空域予報気象通報式（風，気温）の空域予報 |
| ARP      | 飛行場標点 |
| ARP      | 航空機機上状況気象報（記述形式） |
| ARQ      | 自動誤びゆう訂正 |
| ARR      | 到着する（又は到着若しくは到着通報）。 |
| ARS      | 航空機特別機上観測気象（記述形式） |
| AS       | 高層雲 |
| ASC      | ……へ上昇する（又……へ上昇中）。 |
| ASPH     | アスフアルト |
| ATA      | 実際到着時刻 |
| ATC      | 航空交通管制 |
| ATD      | 実際出発時刻 |
| ATIS     | 飛行場情報自動通報業務 |
| ATP      | ……（時刻又は場所）に（又は……（時刻又は場所）において）                                                                                                   |
| ATS      | 航空交通業務 |
| ATTN     | 注意 |
| ATZ      | 飛行場周辺飛行空域 |
| AUG      | 8月 |
| AUW      | 全備重量 |
| AVASIS   | 簡易式進入角指示燈 |
| AVBL     | 利用できる。 |
| AVG      | 平均（又は平均の） |
| AVGS     | 航空用ガソリン |
| AWY      | 航空路 |
| AZM      | 方位（角） |
| B        | 青色（の） |
| BA       | 制動効果 |
| BASE     | 雲底 |
| BCFG     | 霧が散在している。 |
| BCN      | 航空燈台 |
| BCST     | 同報通信方式による送信 |
| BDRY     | 境界 |
| BKN      | 雲量8分の5以上8分の8未満 |
| BLDG     | 建物 |
| BLO      | 雲層下 |
| BLSN     | 高い地ふぶき |
| BLW      | ……より下に（の） |
| BOH      | 視認できる高度 |
| BOMB     | 爆撃 |
| BRF      | 短い（要求された又は指示された進入方式を示す場合に使用する）。                                                                                           |
| BRG      | 方位 |
| BS       | 商業放送局 |
| BTL      | 雲層間 |
| BTN      | 中間に |
| C        | 摂氏……度 |
| CAT      | 晴天乱気流 |
| CAVOK    | 特定の状態より良好な視程，雲及び現在天気 |
| CB       | 積乱雲 |
| CC       | 絹積雲 |
| CDN      | 調整通報 |
| CH       | チヤンネル |
| CH       | これは，このチヤンネルで受信した通報のチヤンネル通過番号のそちらの記録を照合するためのチヤンネル維持チエツク送信です。                                   |
| CHG      | 変更通報 |
| CI       | 絹雲 |
| CI       | 都市の周辺（又は都市の上空）。 |
| CIV      | 民間の |
| CLA      | 雨氷 |
| CLBR     | 目盛り |
| CLD      | 雲 |
| CLR      | 許可する（又は許可された若しくは許可）。 |
| CLSD     | 閉鎖された。 |
| CMD      | センチメートル |
| CLR      | 完了（又は完了した若しくは完了する）。 |
| CNL      | 取り消す（飛行場計画取消通報）。 |
| CNS      | 連続的な |
| COM      | 通信 |
| CON      | コンソル（又はコンソラン） |
| CONC     | コンクリート |
| COND     | 状態 |
| CONST    | 建造（又は建造された）。 |
| CONT     | 継続（又は継続した）。 |
| COR      | 訂正する（又は訂正された若しくは訂正）。 |
| COT      | 沿岸において |
| COV      | カバーする（又はカバーされた若しくはカバー）。 |
| CPL      | 現行飛行計画通報 |
| CS       | 絹層雲 |
| CTA      | 管制区 |
| CTAM     | ……に上昇して……を維持してください。 |
| CTF      | こちらは，発信人（又は……局）に照会中です（質問に対する回答の場合に使用する。）。 又は ……は，発信人に照会中です（照会中の文字，数字等の集合を付する。）。 |
| CTL      | 管制 |
| CTN      | 警告 |
| CTR      | 管制圏 |
| CU       | 積雲 |
| CUF      | 積雲状 |
| CUST     | 税関 |
| CW       | 持続電波 |
| CWY      | クリアウェイ |
| D……      | ……危険区域（識別表示を付する。） |
| DCD      | 2周波複信方式 |
| DCS      | 2周波単信方式 |
| DCT      | 直行の（直接の）（飛行計画の許可及び進入方式に関して使用する）。                                                                                         |
| DEC      | 12月 |
| DECCA    | デツカ |
| DENEB    | 霧消散作業 |
| DEG      | 度 |
| DEP      | 出発する（又は出発若しくは出発通報）。 |
| DES      | ……へ下降する（又は……へ下降中）。 |
| DEST     | 目的地 |
| DETRESFA | 遭難の事態 |
| DF       | 貴局の要求する局に接続中 |
| DIF      | ぼんやりしている（雲低の状況）。 |
| DIST     | 距離 |
| DLA      | 遅延する（又は遅延若しくは遅延通報）。 |
| DME      | 距離測定装置 |
| DMO      | 副航空気象台 |
| DNG      | 危険（又は危険な） |
| DP       | 露点温度 |
| DPT      | 深さ |
| DRG      | ……の間 |
| DRSN     | 目の高さより低い地ふぶき |
| DSB      | 両側波帯 |
| DTM      | ……へ下降して……を維持してください。 |
| DTG      | 日付及び時刻群 |
| DTRT     | 悪化する（又は悪化）。 |
| DTW      | デュアルタンデム車輪 |
| DUC      | 厚い上層雲 |
| DUP      | この記号は，重複しています。 |
| DUR      | 期間 |
| DW       | デュアル車輪 |
| DZ       | 霧雨 |
| EAT      | 予定進入時刻 |
| EEE      | 誤り |
| EET      | 予定経過時刻 |
| ELEV     | 標高 |
| EM       | 発射 |
| EMBD     | 雲層にうずめられた（他の雲層にうずめられた積乱雲を示すため）                                                                                             |
| EMERG    | 非常 |
| ENE      | 東北東 |
| ENG      | エンジン |
| ENRT     | 航空路上 |
| EQPT     | 装置 |
| ER       | こちらは……（又は，これとともに） |
| ESE      | 東南東 |
| EST      | 指定された地点の予定到達時刻（又は予定する若しくは予定された。）                                                                                         |
| ETA      | 到着予定時刻（又は到着予定） |
| ETD      | 出発予定時刻（又は出発予定） |
| ETO      | 予定通過時刻 |
| EV       | 各々の |
| EXC      | ……を除いて |
| EXER     | 練習（又は練習する若しくは練習する。） |
| EXP      | 予想する（又は予想された若しくは予想）。 |
| EXTD     | 延長する（又は延長）。 |
| F        | 固定した |
| F        | 華氏……度 |
| FAC      | 施設 |
| FAL      | 国際航空運送に関する便宜 |
| FAX      | フアクシミリ送信 |
| FBL      | 弱い（着氷，乱気流，混信又は空電の強度を示す場合に使用する。）                                                                                           |
| FC       | ろうと雲 |
| FCST     | 予報 |
| FEB      | 2月 |
| FG       | 霧 |
| FIC      | 飛行情報の中枢となる機関 |
| FIFOR    | 飛行予報気象通報式（国際気象通報式による。）の飛行予報                                                                                                   |
| FIR      | 飛行情報区 |
| FIS      | 飛行情報業務 |
| FL       | 飛行高度 |
| FLR      | 燈火 |
| FLT      | 飛行 |
| FLTCK    | フライトチエツク |
| FLUC     | 変動している（又は変動若しくは変動した。）（雲底の状況）                                                                                                 |
| FLW      | 続く（又は続いている）。 |
| FLY      | 飛行する（又は飛行している）。 |
| FM       | ……から |
| FNA      | 最終進入 |
| FOT      | 英国単位 |
| FPL      | 提出飛行計画 |
| FPM      | 毎分……フイート |
| FREQ     | 周波数 |
| FRI      | 金曜日 |
| FRNG     | 射撃 |
| FRONT    | 前線（気象に関して） |
| FRQ      | ひんぱんな |
| FSL      | フルストツプランデイング |
| FST      | 最初の |
| FT       | フイート |
| FU       | 煙 |
| FZ       | 着氷性の |
| FZDZ     | 着氷性の霧雨（又は強い着氷性の霧雨） |
| FZFG     | 着氷性の霧 |
| FZRA     | 着氷性の雨（又は強い着氷性の雨） |
| G        | 緑色（の） |
| GA       | 送信を再開してください。 |
| G／A     | 地対空 |
| G／A／C  | 地対空及び空対地 |
| GCA      | 地上管制進入方式（又は地上管制進入） |
| GEN      | 通常の |
| GEO      | 地理上の（又は真の） |
| GLD      | グライダー |
| GMT      | グリニツジ標準時 |
| GND      | 地上 |
| GNDCK    | グランドチエツク |
| GP       | グライドパス |
| GR       | 雪あられ又はひよう |
| GRADU    | 漸次の（又は漸次） |
| GRVL     | 砂利 |
| GS       | 対地速度 |
| GLD      | |
| H24      | 24時間運用 |
| HBN      | 危険航空燈台 |
| HDG      | 針路 |
| HEL      | ヘリコプター |
| HJ       | 日の出から日没まで |
| HN       | 日没から日の出まで |
| HO       | 運行上の要求を満たすことができる状態にある。 |
| HOL      | 休日 |
| HOSP     | 患者輸送機 |
| HR       | 時間 |
| HS       | 定時運用時間中利用できる状態にある。 |
| HURCN    | ハリケーン |
| HX       | 運用時間不定 |
| HZ       | ちり煙霧 |
| IAL      | 計器進入・計器着陸についての指示図 |
| IAO      | 雲に入つたり，出たり |
| IAR      | 航空路の交差点 |
| IAS      | 指示対気速度 |
| IBN      | 識別用燈台 |
| ICE      | 着氷 |
| ID       | 識別装置（又は識別若しくは識別する。） |
| IFF      | 敵・味方識別 |
| IFR      | 計器飛行方式 |
| IGA      | 国際一般航空 |
| ILS      | 計器着陸方式（装置） |
| IM       | 内側マーカ |
| IMC      | 計器気象状態 |
| IMG      | 入国 |
| IMPR     | 改善する（又は改善）。 |
| IMT      | 即時の（又は即時に） |
| INA      | 初期進入 |
| INBD     | 入航の |
| INC      | 雲中飛行 |
| INCERFA  | 不確定な段階 |
| INFO     | 情報 |
| INP      | 不可能ならば |
| INPR     | 進行中 |
| INS      | インチ |
| INSTL    | 設備（又は設備する若しくは設備された。） |
| INT      | 交差（又は交差点） |
| INTER    | 断続的 |
| INTL     | 国際の |
| INTRG    | 質問器 |
| INTRP    | 中断する（又は中断若しくは中断された）。 |
| INTSF    | 強化する（又は強化）。 |
| INTST    | 強度 |
| IR       | 滑走路上の氷 |
| ISB      | 独立側波帯 |
| ISOL     | 独立した |
| JAN      | 1月 |
| JM       | こちらが送信してもよいときは，線の連続を送つてください。こちらの送信を中止すべきときは，点の連続を送つてください。                                       |
| JTST     | ジエツト気流 |
| JUL      | 7月 |
| JUN      | 6月 |
| KG       | キログラム |
| KHZ      | キロヘルツ |
| KM       | キロメートル |
| KMH      | 毎時……キロメートル |
| KT       | ノツト |
| KW       | ワツト |
| L        | 左（滑走路の識別） |
| L        | ロケーター（LM，LO参照） |
| LAN      | 内陸の |
| LAT      | 緯度 |
| LB       | ポンド（重さの単位） |
| LCN      | 荷重分類指数 |
| LDG      | 着陸 |
| LDI      | 着陸方向指示器 |
| LEFT     | 左（旋回の方向を示す場合に使用する。） |
| LEN      | 長さ |
| LGT      | 点燈する（又は点燈）。 |
| LGTD     | 点燈した |
| LIH      | 高光度 |
| LIL      | 低光度 |
| LIM      | 中光度 |
| LLZ      | ローカライザー |
| LM       | 中間ロケーター |
| LMT      | 現地標準時 |
| LNG      | 長い（要求された又は指示された進入方式を示す場合に使用する。）                                                                                           |
| LO       | 印刷さん孔受信機にこちらを接続してください。 |
| LO       | 外側ロケーター |
| LOC      | 位置上（又は所在地若しくは位置した） |
| LONG     | 経度 |
| LORAN    | ロラン（長距離航空航行方式） |
| LR       | こちらが受信した最後の通報は，……（番号）です。 |
| LRG      | 長距離 |
| LS       | 最後の（又はこちらが送信した最後の）通報は，……（番号）です。                                                                                             |
| LSQ      | ラインスコール |
| LTD      | 限定された |
| LV       | 弱く，かつ，変わりやすい（風に関して）。 |
| LYR      | 層（又は層をなした。） |
| M        | メートル |
| MAG      | 磁気の |
| MAINT    | 保守の |
| MAP      | 航空用地図及び航空図 |
| MAR      | 3月 |
| MAR      | 海上において |
| MAS      | A1の手送り単信方式 |
| MAX      | 最大の |
| MAY      | 5月 |
| MB       | ミリバール |
| MC       | ……（数）名あて人への配達用同文写し |
| MCW      | 変調持続電波 |
| MEA      | 経路最低高度 |
| MET      | 気象（又は気象の） |
| METAR    | 定時航空実況気象通報式（国際気象通報式による。）の気象通報                                                                                               |
| MHZ      | メガヘルツ |
| MIFG     | 地霧 |
| MIL      | 軍用の |
| MIS      | ……（番号）は，脱落しています。 |
| MKR      | マーカ無線標識 |
| MM       | 中間マーカ |
| MMMM     | ……局（呼出符号）に接続してください（多重送信に使用する。）。                                                                                             |
| MMO      | 主航空気象台 |
| MNM      | 最小の（最低の） |
| MNT      | 監視する（又は監視若しくは監視された。）。 |
| MNTM     | 維持する。 |
| MOD      | 並（着氷又は乱気流の強度を示す場合に使用する。）又はかなり多い（混信又は空電の強度を示す場合に使用する。）。                                             |
| MON      | 山岳上に |
| MON      | 月曜日 |
| MOTNE    | ヨーロツパ航空気象電気通信網 |
| MOV      | 移動する（又は移動）。 |
| MPH      | 毎時……マイル |
| MPS      | 毎秒……メートル |
| MRG      | 中距離 |
| MS       | マイナス |
| MSA      | 最低安全高度 |
| MSL      | 平均海面 |
| MSR      | 通報……（番号）は，経由通信路を誤つています。 |
| MT       | 山 |
| MTU      | メートル法単位 |
| MTW      | 山岳波 |
| MWO      | 気象監視局 |
| MX       | 霧氷と雨氷との混在 |
| NAV      | 航行 |
| NC       | 変更なし。 |
| ND       | こちらは，……（航空機の識別表示）にあてた通報……（番号）を送達することができません。この旨を発信人に通知してください。                                     |
| NDB      | 無指向性無線標識 |
| NE       | 北東 |
| NEH      | そちらの要求する局あての通信を取り扱う局にそちらを接続します。                                                                                           |
| NGT      | 夜 |
| NM       | 海里 |
| NML      | 正常（又は通常の） |
| NNE      | 北北東 |
| NNW      | 北北西 |
| NOF      | 国際ノータム事務所 |
| NOSIG    | 顕著な変化なし（トレンタイプの着陸予報に使用する。） |
| NOTAM    | ノータム（航空施設，航空業務，航空方式又は航空機の航行上の障害に関する情報で，航空機の運行関係者に迅速に通知すべき告知）                                 |
| NOV      | 11月 |
| NR       | 番号 |
| NS       | 乱層雲 |
| NW       | 北西 |
| NXT      | 次の |
| OAC      | 洋上管制機関 |
| OBS      | 観測する（又は観測された若しくは観測）。 |
| OBSC     | えんぺいする（又はえんぺいした若しくはえんぺい）。 |
| OBST     | 障害 |
| OCA      | 洋上管制区 |
| OCC      | 明滅（光） |
| OCC      | 回線は，ふさがつています。 |
| OCL      | 障害除去限度 |
| OCNL     | ときどきの（又はときどき） |
| OCS      | 障害除去表面 |
| OCT      | 10月 |
| OM       | 外側マーカ |
| OPA      | 霧氷 |
| OPC      | 運行管理 |
| OPN      | 開く（又は開くこと若しくは開いた）。 |
| OPR      | 運行者（運用者）（又は運行する（運用する），運行中の（運用中の），運行しつつある（運用しつつある）若しくは運行上の（運用上の））                         |
| OP       | 運行又は運用 |
| O／R     | 請求により（請求による） |
| ORD      | 指示の表示 |
| OSV      | 洋上局 |
| OTP      | 上に |
| OVC      | 一面におおつた。 |
| P……      | ……禁止区域 |
| PANS     | 航空航行業務用手続 |
| PAR      | 精測進入レーダー（GCA） |
| PARL     | 並列の |
| PE       | 凍雨 |
| PERM     | 永久の |
| PJE      | 落下さん降下訓練 |
| PLA      | 低空での進入訓練 |
| PLN      | 飛行計画（又は飛行計画通報） |
| PN       | 事前の通知を要する。 |
| PNR      | 引返し不能地点 |
| PO       | じん旋風 |
| POB      | 搭乗者総数 |
| PP       | 雲を通過して下降する方式 |
| PPI      | 監視レーダー目標標示装置 |
| PPR      | 事前の許可を要する。 |
| PROAR    | 空域予報気象通報式（高度を気圧で示し，国際気象通報式による。）の空域予報                                                                                 |
| PROB     | 確率 |
| PROFI    | 空域予報気象通報式（高度を気圧で示し，国際気象通報式による。）の飛行予報                                                                                 |
| PRORO    | 空域予報気象通報式（高度を気圧で示し，国際気象通報式による。）の航空路予報                                                                               |
| PROV     | 暫定的の |
| PS       | プラス |
| PSGR     | 乗客 |
| PSN      | 位置 |
| PSP      | 鉄製マツト |
| PTN      | 方式旋回 |
| PUN      | 通報……のため新しいさん孔テープを準備してください。 |
| PWR      | 出力（又は電力） |
| QAM      | 最新の気象観測 |
| QBI      | 計器飛行を義務づけられた空域における飛行 |
| QDM      | 磁針路（無風の場合の） |
| QDR      | 磁方位 |
| QFE      | 飛行場標高（又は滑走路末端）での気圧 |
| QFF      | 海面更正気圧（ミリバール） |
| QFU      | 滑走路の磁方位 |
| QNE      | 1013.2ミリバールに規正した高度計副目盛の示す着陸時の高さ                                                                                                 |
| QNH      | 地上における標高をうるための高度計副目盛の規正 |
| QTE      | 真方位 |
| QUAD     | 象限 |
| R        | 赤 |
| R        | 制限区域（識別を付する。） |
| R        | 右（滑走路の識別） |
| RA       | 雨 |
| RAC      | 航空規則及び航空交通業務 |
| RAG      | 滑走路制動ギヤー |
| RAI      | 滑走路方向指示燈 |
| RAPID    | 迅速な（又は迅速に） |
| RAR      | レーダー影像識別要求通報 |
| RASH     | しゆう雨 |
| RASN     | みぞれ（又は強いみぞれ） |
| RB       | 照合してください。 |
| RB       | 救助船 |
| RBI      | レーダー影像識別通報 |
| RCA      | 巡航高度に到達してください。 |
| RCC      | 救難調整本部 |
| RCF      | 無線通信障害通報 |
| RCL      | 滑走路中心線 |
| RDO      | 無線 |
| RE       | 1時間内の現象 |
| REC      | 受信する（又は受信機）。 |
| REP      | 位置通報点 |
| REQ      | 要求する（又は要求された。）。 |
| RG       | 境界誘導燈 |
| RITE     | 右（旋回の方向を示す場合に使用する。） |
| RJT      | 機器拒否通報 |
| RMK      | 備考 |
| RNAV     | エリアナビゲイシヨン |
| RNG      | AN式指向性無線標識 |
| ROC      | 上昇率 |
| ROFOR    | 航空路予報気象通報式（国際気象通報式による。）の航空路予報                                                                                               |
| RON      | 受信のみです。 |
| RQS      | 補足飛行計画要求通報 |
| RSC      | 副救難本部 |
| RSP      | レスポンダビーコン |
| RSR      | 航空路監視レーダー |
| RTF      | 無線電話 |
| RTG      | 無線電信 |
| RTT      | 無線タイプライター |
| RUT      | その地区の航空路において通常使用する周波数 |
| RV       | 救助船 |
| RVR      | 滑走路視距離 |
| RWY      | 滑走路 |
| SA       | 砂じんあらし |
| SAN      | 衛生の |
| SAP      | できるだけ早く |
| SAR      | 捜索救助 |
| SARPS    | 標準及び勧告方式（ICAO） |
| SAT      | 土曜日 |
| SC       | 層積雲 |
| SCT      | 分散した |
| SDBY     | 待機する。 |
| SE       | 南東 |
| SEC      | 秒 |
| SEL      | 選択呼出装置 |
| SEP      | 9月 |
| SER      | 役務を提供する（又は役務の提供若しくは提供を受けた）。                                                                                                   |
| SEV      | 激しい（例えば，着氷又は乱気流の強度を示す場合に使用する。）                                                                                             |
| SFC      | 表面 |
| SGL      | 信号 |
| SH       | しゆう雨性 |
| SID      | 標準計器出発 |
| SIF      | 選択識別装置 |
| SIGMENT  | 或る種の気象現象に関して気象監視局が発する普通語による情報                                                                                               |
| SIMFUL   | 同時になされる（又は同時に） |
| SIWL     | 単車輪荷重 |
| SKC      | 晴天 |
| SKD      | 予定（又は予定の） |
| SLW      | おそい |
| SMC      | 地上移動管制 |
| SMO      | 補助航空気象台 |
| SMR      | 空港面探知レーダー |
| SN       | 雪 |
| SNOWTAM  | スノータム（航空機の移動地域上の雪，氷，雪どけ又はこれらに伴う水溜りに起因する危険な状態の存在又は除去を一定の様式で通知する特定な一連のノータム）       |
| SNSH     | しゆう雨性の雪 |
| SPECI    | 指定特別航空実況気象通報式（国際気象通報式による。）の気象通報                                                                                           |
| SPECIAL  | 気象状態の好転又は悪化に関する特別観測気象通報（普通語による。）                                                                                         |
| SPL      | 補足飛行計画通報 |
| SPOT     | 一定地点における風 |
| SQ       | スコール |
| SR       | 日の出 |
| SRE      | GCA監視レーダー |
| SRG      | 短距離 |
| SRR      | 捜索救難地域 |
| SS       | 日没 |
| SSB      | 単側波帯 |
| SSE      | 南南東 |
| SSR      | 2次監視レーダー |
| SST      | 超音速輸送 |
| ST       | 層雲 |
| STA      | 直線進入 |
| STAR     | 標準（計器）到着経路 |
| STF      | 層雲状の |
| STN      | 局 |
| STNR     | 停止している。 |
| STOL     | 短距離離着陸 |
| SUN      | 日曜日 |
| SUPPS    | 地域補足手続 |
| SVC      | 事務報 |
| SVCBL    | 運用している |
| SW       | 南西 |
| SWY      | 停止路 |
| T        | 温度 |
| TACAN    | タカン |
| TAF      | 飛行場予報気象通報式（国際気象通報式による。）の飛行場予報                                                                                               |
| TAIL     | 追い風 |
| TAM      | 機器確認通報 |
| TAR      | ターミナル地域監視レーダー |
| TAS      | 真対気速度 |
| TAX      | 走行中（又は走行する） |
| TCU      | 立ち上り積雲 |
| TCX      | 管制移管取消通報 |
| TDO      | トルネード |
| TDZ      | 接地帯 |
| TECR     | 技術的理由 |
| TEL      | 電話 |
| TEM      | 機器誤びゆう通報 |
| TEMPO    | 一時の |
| TEND     | 向う（又は向つて） |
| TGL      | タツチアンドゴー |
| TGS      | 航空機地上誘導方式 |
| THR      | 入口 |
| THRU     | ……をとおして |
| THU      | 木曜日 |
| TIL      | ……まで |
| TIP      | ……（場所）を通過するまで |
| TKOF     | 離陸 |
| TMA      | ターミナル管制区 |
| TNR      | ノン，レーダール管制移管通報 |
| TRANS    | 送信する（又は送信機）。 |
| TRS      | 熱帯性低気圧 |
| TS       | 雷電 |
| TSGR     | ひようを伴う雷電 |
| TSSA     | 砂じんあらしを伴う雷電 |
| TT       | テレタイプライター |
| TUE      | 火曜日 |
| TURB     | 乱気流 |
| TVOR     | ターミナルVOR |
| TWR      | 飛行場管制塔（又は飛行場管制） |
| TWY      | 誘導路 |
| TWYL     | 誘導路リンク |
| TXT      | 本文 |
| TYP      | 飛行機の形式 |
| TYPH     | 台風 |
| UAB      | ……から通知されるまで |
| UAC      | 高高度管制区管制機関 |
| UAR      | 高高度飛行経路 |
| UFN      | おつて告知するまで |
| UIC      | 高高度飛行情報機関 |
| UIR      | 高高度飛行情報区 |
| UNL      | 無制限の |
| UNREL    | 信頼できない。 |
| U／S     | 運用されていない。 |
| UTA      | 高高度管制区 |
| VAL      | 峡谷において |
| VAL      | 有視界進入・有視界着陸についての指示図 |
| VAN      | 滑走路警戒車 |
| VAR      | 地磁気偏差 |
| VASIS    | 進入角路指示燈 |
| VER      | 垂直の |
| VFR      | 有視界飛行方式 |
| VIA      | ……を経由して |
| VIO      | 強い（混信又は空電の強度を示す場合に使用する。） |
| VIP      | 要人 |
| VIS      | 視程 |
| VLR      | 超長距離 |
| VMC      | 有視界気象状態 |
| VOLMET   | 飛行中の航空機あて気象情報 |
| VOR      | VHF全方向式無線標識 |
| VORTAC   | VORとTACANの併置 |
| VOT      | VOR受信機試験設備 |
| VRB      | 可変の |
| VSA      | 地上を目視することにより |
| VSP      | 垂直速度 |
| VTOL     | 垂直離着陸機 |
| W        | 白色（の） |
| WAC      | 国際民間航空図（100万分の1） |
| WBAR     | ウイングバー燈 |
| WDI      | 風向指示器 |
| WDSPR    | 広範な |
| WED      | 水曜日 |
| WEF      | ……から有効で（又は……から有効の） |
| WI       | ……の中に |
| WID      | 幅 |
| WIE      | 即時有効で（又は即時有効の） |
| WIP      | 進行中の作業 |
| WKN      | 弱める（又は弱まり）。 |
| WSW      | 西南西 |
| WTSPT    | （海上の）たつまき |
| WX       | 気象 |
| XBAR     | クロスバー（進入燈） |
| XS       | 空電 |
| XX       | 強い（雨雪のような気象現象の形容に使用する。たとえば，強い雨には「XXRA」として使用する。）                                                               |
| Y        | 黄色（の） |
| YCZ      | 黄色注意燈（滑走路燈の） |
| YD       | ヤード |
| YES      | 肯定 |
| YR       | そちらの |

2.無線電話通信の略符号（航空移動業務に限る。）
(1) 一般略語
| 略符号                                     | 意義 |
| ------------------------------------------ | --- |
| ACKNOWLEDGE                                | 通報を受信し理解したことを通知してください。 |
| AFFIRM                                     | はい、そうです。 |
| ALL STATIONS                               | 各局あて一般呼出し |
| APPROVED                                   | 許可又は承認します。 |
| BREAK                                      | 通報の各部分の分離を示す略語（通報の本文と他の部分との間に明確な区分がない場合に使用する。）                                                                    |
| BREAK BREAK                                | 繁忙時において、異なる航空機局に送信する通報の分離を示す略語 |
| CANCEL                                     | さきの承認を取り消します。 |
| CHECK                                      | システム又は手順を調べなさい。（通常、返答は期待しない。） |
| CLEARED                                    | 条件を付して運行を許可又は承認します。 |
| CONFIRM                                    | こちらは次の……を正しく受信していましたか（又は、そちらはこの通報を正確に受信しましたか。）。                                                                    |
| CONTACT                                    | ……と連絡をとりなさい。 |
| CORRECT                                    | そのとおりです。 |
| CORRECTION I SAY AGAIN                     | 訂正送信を示す前置略語（通報の全文を反復して訂正する場合に使用する。）                                                                                          |
| DISREGARD                                  | 送信はなかつたものと考えなさい。 |
| DISTRESS TRAFFIC                           | 通常の業務を再開してよろしい。 |
| GO AHEAD                                   | 送信してください。 |
| HOW DO YOU READ？                          | 当方の送信のめいりよう度はどうですか？ |
| INTEPPILOT                                 | 航空機相互間での飛行情報に関する通信であることを示す略語 |
| I SAY AGAIN                                | 明確にするため又は強調するために反復します（数字のみの照合を行う場合には使用しない。）                                                                          |
| MONITOR                                    | 周波数……で聴守しなさい。 |
| NEGATIVE                                   | 許可できません、そのとおりではありません又はいいえ。 |
| NEGATIVE I SAY AGAIN                       | 訂正送信を示す前置略語（相手方の復唱に不明確な事項があった場合、復唱終了後に正しい事項を再送するときに使用する。）                                              |
| OUT                                        | この通信は、これで終わります。応答は期待しません（通常、VHF通信では使用しない。）。                                                                             |
| 終わりどうぞ又はOVER                       | 当方の通信は終わりました。応答を待ちます（通常、VHF通信では使用しない。）。                                                                                     |
| RADIO CHECK                                | 感度試験を示す略語 |
| READ BACK                                  | この通報の全部（又は特定の部分）を、受信したとおり復唱してください。                                                                                            |
| RECLEARED                                  | 承認が変更されたことを示す略語（新しい承認事項に前置する。） |
| REPORT                                     | 次に示す事項を通報してください。 |
| REQUEST                                    | ……を知らせてください、又は……を求めます。 |
| ROGER                                      | そちらの送信は全部受信しました（いかなる場合も、「READ BACK」を求められているとき又は「AFFIRM」若しくは「NEGATIVE」で回答を求められているときは使用しない。）。 |
| SAY AGAIN                                  | そちらの送信の全部（又は次の部分）を復唱してください。 |
| SAY AGAIN YOUR CALLSIGN                    | そちらの呼出名称を再送してください。 |
| SPEAK SLOWER                               | もつと遅く送信してください。 |
| STANDBY                                    | 当方から呼ぶまで、送信を待つてください。 |
| STOP TRANSMITTING MAYDAY                   | 通信停止遭難（遭難局又は遭難通信の宰領局が使用する。） |
| STOP TRANSMITTING DISTRESS                 | 通信停止遭難（遭難局又は遭難通信の宰領局以外が使用する。） |
| THIS IS                                    | こちらは |
| TRANSMITTING BLIND                         | 一方通信を示す前置略語 |
| TRANSMITTING BLIND DEW TO RECEIVER FAILURE | 受信設備の故障による一方通信を示す前置略語 |
| VERIFY                                     | 発信人に照会し、確認してください。 |
| WILCO                                      | 通報事項を了解しました。これに従います。 |
| WORDS TWICE                                | 通信が困難です。各語又は語群を2回送信してください（又は送信します。）。                                                                                         |
| WUN TOO TREE                               | 送受信機の調整のため、テスト送信に使用する略語 |

(2) 要撃時に使用する略語
| 略符号                      | 意義                                                             |
| --------------------------- | ---------------------------------------------------------------- |
| INTERCEPT CONTROL           | 要撃管制を示す語                                                 |
| INTERCEPTED AIRCRAFT        | 被要撃機を示す語                                                 |
| INTERCEPTOR (call sign)     | 要撃機を示す語（次に要撃機である航空機の呼出名称を付する。）。   |
| AM LOST                     | 位置不明です（被要撃機が使用する。）。                           |
| CALL SIGN (call sign)（注） | 当方の呼出名称は、……（呼出名称）です（被要撃機が使用する。）。   |
| CAN NOT（注）               | 従うことはできません（被要撃機が使用する。）。                   |
| DESCEND（注）               | 当方は降下を要求します（被要撃機が使用する。）。                 |
| HIJACK（注）                | 当方はハイジヤツクされています（被要撃機が使用する。）。         |
| LAND (place name)（注）     | 当方は、……（地名）への着陸を要求します（被要撃機が使用する。）。 |
| REPEAT（注）                | そちらの指示を繰り返してください（被要撃機が使用する。）。       |
| WILCO（注）                 | 通信事項を了解しました。これに従います（被要撃機が使用する。）。 |
| CALL SIGN（注）             | そちらの呼出名称を示してください（要撃機が使用する。）。         |
| DESCEND（注）               | 着陸のため降下せよ（要撃機が使用する。）。                       |
| FOLLOW（注）                | 当機の後に続きなさい（要撃機が使用する。）。                     |
| PROCEED（注）               | 飛行を継続してよろしい（要撃機が使用する。）。                   |
| YOU LAND（注）              | この飛行場に着陸せよ（要撃機が使用する。）。                     |

（注）この略語は、2回繰り返して使用するものとする。
(3) 業務等の識別に使用する略語
| 略符号    | 意義                         |
| --------- | ---------------------------- |
| APPROACH  | 進入管制                     |
| APRON     | エプロン管制                 |
| ARRIVAL   | 到着のための進入管制レーダー |
| CONTROL   | 管制区管制機関               |
| DEPARTURE | 出発のための進入管制レーダー |
| DISPATCH  | 運行管理                     |
| GCA       | 着陸誘導管制                 |
| GROUND    | 地上管制                     |
| PRECISION | 精測進入管制レーダー         |
| RADAR     | レーダー                     |
| RADIO     | 航空局                       |
| TOWOR     | 飛行場管制                   |

## 派生語、俗語
以下は、
- 通信士の用語、俗語
- アマチュア無線家の用語、俗語
- CB無線家の用語、俗語
- 違法CB無線に由来する俗語

をとりまとめたものである。
（電信）とあるものはほぼ国際的に通用するが、それ以外は一部を除き日本国内にしか通用しない。また、略符号は電信で使うものであり、電話ではたとえば「各局」という表現が定められているが、もっぱら "CQ" が使われているように、慣例的に電話でも多用されているものもある。
なお、以下にあるうちで、一部の俗語（特に一部トラック運転手に由来するものなど、違法局（アンカバー）に関連するもの）の使用は自身の運用を疑われる危険などもあり、注意を要する。
| 用語                            | 意味 |
| ------------------------------- | --- |
| B4                              | （電信）Beforeの略。コンテストの時、“QSO B4”と返されたら重複交信なので注意。 |
| BECUZ                           | （電信）Becauseの略。なぜなら。 |
| BF                              | FBを逆にして「悪い」。日本でしか通用しない。 |
| BK                              | （電信）Breakの略 (1)疑問文の後で、その回答を即座に送ってほしい時にKの代わりに使い、受けた側は回答の前後にこれを置いて返信する。 (2)他局間の交信に割り込む場合の合図。電話でも「ブレイク」として使う。 |
| BT                              | （電信）欧文モールスの等号「=」であり、文章間の区切りに使用される。 |
| BURO                            | （電信）ビューロー（後述の「ビューロー」、QSLカードの項目を参照）。 |
| CQホレ                          | （電信）和文モールス符号を使って交信する局に対するCQ呼出し。Q符号では“QOD6”が和文モールスを意味するが、アマチュア無線では「ホレ」が慣習的に使われている。 |
| CQデルタデンマークエックスレイ  | CQDX（遠くの不特定局の呼び出し）を基にした違法CB用語（これではCQDDXになってしまう）。「コーリングCQユアスタンディングバイ」同様の言い回し。アマチュア無線では使わない。 |
| CU                              | (電信)see you の略。「またお会いしましょう」 |
| CUD                             | （電信）couldの略。「〜できましたか。（canの過去形）」 |
| DR                              | （電信）Dearの略。（親しみを込めて）〜さん。 |
| ES                              | （電信）and |
| EX                              | 元〜。 |
| FB                              | Fine Businessの略で「良い」「素晴らしい」。電信、電話ともに広く使われている。 |
| FER                             | （電信）Forの略。モールス符号ではEが最も短い符号であるため、このように略される。 |
| FOTO                            | （電信）Photoの略。 |
| HPE CU AGN                      | （電信）I hope to see you againの略。またお会いしましょう。 |
| GA                              | （電信） (1)Good Afternoonの略。こんにちは。（海外局との交信では相手局の時間に合わせる、またはFRM JA（日本より）を付して日本時間で。以下同じ） (2)Go Aheadの略。どうぞ（あまり使われない 周波数占用権を譲る時の合図）。 |
| GB                              | （電信）Good Byeの略。さようなら。 |
| GE                              | （電信）Good Eveningの略。こんばんは。 |
| GL                              | (1) Grid Locator（グリッド・ロケーター）の略 (2) （電信）Good Luckの略。 |
| GM                              | （電信）Good Morningの略。おはようございます。 |
| GUD                             | （電信）Goodの略。良い。素晴らしい。 |
| HI                              | 電信で笑い声を表す。モールス符号では「・・・・ ・・」（Iの・・の間隔を通常より少し空けて打つことがある）。文中の（笑）と同義。 |
| HW？                            | （電信）How？の略。どうですか。 |
| KN                              | （電信）他局の割り込みを許さない「どうぞ」。 |
| LID                             | poor operator。下手な運用者。lid（蓋）から、“蓋をしたくなるひどいオペレート”の意。日本の通信士の間では和文で「ヘボカワレ」という語も存在した。 |
| /M                              | （電信）コールサインの後に付けてモービル（自動車）から運用中。同様に、海上では/MM、航空機では/AM。 |
| NIL                             | （電信）こちらから伝送するものはありません。 |
| NW                              | （電信）Nowの略 (1) 今 (2) さて（話題を変えるときに使う） |
| OM                              | Old Manの略（運用歴の長いベテランハム、ないし先輩の技士について、敬称的に使う）。 |
| OP                              | （電信）Operatorの略。運用者の名称。 |
| OT                              | Old Timerの略。長年無線に携わって来た（2010年代の日本の場合、戦前の旧制度時代のコールサインを持っていた、ないし、第二次大戦終戦直後のサフィックス2文字（JA1AA～JA1ZZ等）コールサイン等）「OMの中のOM」といった先達への敬称。 |
| PSE                             | （電信）Pleaseの略。“どうぞ〜を送ってください”若しくは“お願いします”。 |
| PTT                             | Press to Talk もしくは Push to Talk。無線電話機における送信ボタンのこと。 |
| PWR                             | (1) （電信）電波の出力。空中線電力。 (2) 電源（これは無線以外にもしばしば見かける） |
| QR                              | Q符号のQRM（混信）の略といわれる。違法CBで使用（これではQRMなのかQRN（雑音）なのか分からない）。派生して交通渋滞や多忙な状況を表しているといわれる。 |
| RIG                             | （電信）無線機。 |
| SIGS                            | （電信）Signalsの略。信号。 |
| SRI                             | （電信）Sorryの略。すみません。 |
| TEST                            | （電信）(1) コンテストの略 (2) 無線機器の試験。 |
| TKS、TNX                        | （電信）Thanksの略。 |
| TU                              | （電信）Thank youの略。ありがとう。 |
| UR                              | （電信）Yourの略。あなたの。 |
| VA                              | （電信）通信終了が転じて、さようなら。アマチュア無線では、ここだけ速度を遅くして打ち、直後に短点（ドット）を2個送る（E Eと聞こえる）慣習がある。 |
| VIA（バイア）                   | 〜経由で。ラテン語が発祥。「ビューロー経由」は「VIA BURO」（「BY THE BURO」ではない）。 |
| VY                              | （電信）Veryの略。とても。 |
| WX                              | 天気 (=Weather)。 |
| XYL                             | 奥さん。ex（=元）YLから派生。日本ではXの形から謙譲表現で「バッテン」ともいう。 |
| YL                              | Young Ladyの略、若い女性。転じて、年齢に関係なく女性のことを指す。 |
| YM                              | Young Manの略。 (1)若い男性。 (2)経験の浅い運用者。 |
| 73（セブンティースリー）        | 男性に対して「さようなら」の意。Best regardsに相当する。初心者が間違って、723（セブンツースリー）と言うことがある。 |
| 88（エイティーエイト）          | 本来は女性から男性に対して「さようなら」の意。Love and kissesに相当する。日本では何故か男性から女性に比較的気軽に使われているが、原意からすると海外では女性に対して使うことは意味不明かつ失礼である。 |
| アイボール                      | 目玉の意。転じて相手と直接会うこと。1対1で会うことを指す場合もある。 |
| アリゲーター                    | （他局を）喰って（=強い電波で被せて）ばかりの局。電波は強いが受信の能力が弱い局をワニに例えてこう呼ぶ（耳は小さいくせに口はデカい）。衛星通信で嫌われる行為のひとつ。 |
| アルコール変調、AC変調          | 酒に酔った状態で運用すること。 |
| アンカバー、UC                  | 不法局、違法局。原語はUndercovered。 |
| オーバーパワー                  | 無線局に許された空中線電力を上回る出力で運用すること。電波法令違反。 |
| お初（おはつ）、ファースト、1st | その相手との初めての交信。 |
| オフバンド                      | (1)電波法令で定められた周波数帯を逸脱して運用すること。警察無線や消防無線などの通信を妨げた場合、人命にも関わることがある。 (2)その周波数帯に定められたバンドプランを逸脱して運用すること。 |
| 開局                            | (1)その日の運用を開始すること。 (2)新しい無線局の運用を始めること。 |
| 貴局                            | 相手局に対する呼称。 |
| 局長、局長さん                  | 個人局に対する呼称の一種。免許の上では個人局であればオペレーターは誰でも局長である。 |
| 現着                            | 「現地に到着」の略。警察・消防無線用語「現場（げんじょう）到着」がCBに転用された。 |
| コマーシャル                    | 仕事（職業）を指す。勤務先は「コマーシャルベース」という。CB由来らしい。 |
| コンテスト                      | 一定時間に交信した局の数を競うなどの競技。コンテストに参加中の局にコンテスト内容以外の交信をもちかけるのはマナー違反。 |
| サイレントキー                  | 電鍵が沈黙する、転じて無線家が亡くなること。 |
| 上空                            | (1)無線局免許状に記載される、運用を許される場所のひとつ。 (2)モービル局が、橋や高架の上を通過中であることを○○上空と表現することがある。違法CB由来。 |
| 常置場所                        | 移動する無線局が通常無線設備を置く場所のことであるが、自宅を指すことも多い。 |
| スライド                        | モービル（自動車）局同士がすれ違うことを言う。英語のslideにすれ違うという意味はなく、誤用が違法CBで広まった。大出力の違法CB局の場合、相手の無線機の受信部を破壊する恐れがあるため、スライド時は送信を止めるのがマナーである。 |
| セカンド、2nd                   | (1)その相手方との2回目の交信。コンテストでは重複交信は得点計上出来ないのでこの表現で注意を受ける。また、通常時における偶然の再交信もこの表現で挨拶する。 (2)自分の子ども。第2高調波（セカンドハーモニクス）から。親は基本波（ファンダメンタルウェーブ）になる。 |
| たぬき、たぬきワッチ            | たぬき寝入りから転じて、他局間の交信を気付かれないように傍受すること。自分の存在を隠したいわけではないが自ら交信に加わる気がないときに、交信中の局に告げずに傍受のみをすることも指す。 |
| タワー                          | 高い位置に空中線を配置するための電波塔のこと。アマチュア無線家にとって庭や屋根の上にそびえるタワーは趣味の極みである。 |
| チャージ                        | 食事。 |
| チャンネルチェック              | 自局が電波を出すに先立ち、当該周波数が他局の交信に使用されていないことを確認する「問いかけ」。電波法令上は当該周波数を十分に聴取し、入感がなければ使用してもよいが、そのチャンネルで交信中の複数の局のうち自局では受信できない遠い局が送信中の場合もあるため、慣例的にそのチャンネルを使用している局がないかどうかを確認する礼儀作法が生まれた。列車の自由席などで空席かどうか不明のとき、「空いてますか？」と問いかけるのと同じことである。 |
| 当局                            | (1)個人局の運用者が自分自身を指して用いる呼称。「私」と同じ。 (2)運用者が自分の無線局を指す語。 |
| 波                              | 無線局が出す電波のこと。 |
| 入感                            | 電波が受信できている状態。関西地方では相手局を呼び出すのに「感ありや？」と言うことがある。 |
| ニューヨーク                    | 入浴。違法CB由来らしい。 |
| 発報                            | 電波を発信すること。CB由来。 |
| ハンディ機                      | 人が持ち運んで運用するための、電池を搭載した小型無線機。一般的にいうトランシーバーの形態。 |
| バンドプラン                    | 周波数帯毎に定められた、運用できる電波型式の周波数の範囲。（アマチュア無線の周波数帯参照） |
| ビーム                          | 八木アンテナをはじめとした指向性の強い空中線のこと。 |
| ビューロー                      | QSLカードの転送業務を行う組織。電信では"BURO"。日本では、巣鴨のJARL事務局で行っていたものを、2000年に島根県の会社にアウトソーシングした事から「島根経由で」という事もある。 |
| ファイナル                      | (1)交信を終了すること。 (2)送信機の終段素子 |
| フレンド                        | 親しい交信相手。 |
| 閉局                            | (1)その日の運用を終了すること。 (2)無線局を廃止すること。 |
| ペディション、ペディ            | 和製英語。本来はexpeditionが転じたDX-peditionである。欧文でpeditionと書くと、このような英単語は存在しないので、英語話者には全く通じない。 |
| ホイップアンテナ                | 多くは地面に対して垂直の単一の棒状で、無指向性の空中線を指す。 |
| マル                            | 了解のこと。アクセントはどういうわけか「マ」にある。CB由来。 |
| 無変調                          | 主にFMモードにおいて搬送波のみが送信され続ける状態。意図せずPTTを送信状態で固定してしまった場合、いたずらや妨害の場合、無線機の故障の場合などがある。いずれにしても無駄な電波を垂れ流す迷惑な行為。 |
| メインチャンネル                | バンドプランにおいてFMモードにより連絡設定に用いる周波数。145MHz,433MHzなど。対して呼出し後に移る周波数は「サブチャンネル」という。 |
| モービル                        | (1)自動車で移動しながら運用すること。 (2)自動車搭載用の小型無線機のこと。モービル機。IT端末のようにモバイルとはいわない。 (3)常置場所以外のロケーションのよい場所等に移動して運用すること。 |
| よいしょ〜                      | トラック運転手が走行中に口癖のように使う。無線は電話と違い片通話であるので、送信中は一人で喋り続けなければならない。用件の無い単なる暇つぶしの交信のときは、間が持てないので、このような言葉を挿入して喋りが途切れないようにする。 |
| ラウンドテーブルQSO             | 3局以上が交代で送信しながら交信すること。ラウンドテーブルは「円卓」の意。 |
| ラグチュー                      | 仲間の局との長時間に渡る雑談の交信。 |
| ロケーション                    | 無線局を運用する立地のこと。高い場所、周囲に障害物のない場所が「よいロケーション」となる。 |
| ワッチ (Watch)                  | 傍受。本来の発音は「ウォッチ」。語源は船員の当直を意味する「ワッチ」と同じで、同じようになまったもの。 |